# 肥薩線
肥薩線（日语：／ Hisatsu sen */?）是一條連接日本熊本縣八代市的八代站和鹿兒島縣霧島市的隼人站，由九州旅客鐵道（JR九州）營運的鐵路路線（地方交通線）。其中肥薩線八代站 - 吉松站區間與吉都線吉松站 - 都城站區間合稱為蝦野高原線。

## 概要
肥薩線為唯一縱貫熊本、宮崎、鹿兒島的鐵路線。1909年（明治42年）門司－鹿兒島全線通車時肥薩線是鹿兒島本線的一部分，在1927年（昭和2年）八代－鹿兒島間經海岸的新線通車後肥薩線才分離出來。路線名的由來是其連接的區域是古代肥後國與薩摩國，取首字稱為肥薩線。1932年（昭和7年）隼人－鹿兒島間編入日豐本線後，肥薩線剩餘的區間八代－隼人已不在舊薩摩國的範圍，“肥薩線”一名事實上已經失去原有意義。
雖然是地方交通線，但是1974年至1980年博多－宮崎間開行的特急「大淀」、1959年至2000年熊本－宮崎間開行的急行「蝦野」（當初是準急列車）皆經由肥薩線和吉都線，是中九州與南九州交通運輸的主要通道。
然而急行「蝦野」廢止後，JR九州曾討論過使用率低迷的人吉－吉松區間廢線的可能性。於2004年3月13日九州新幹線部分區間通車後，著眼於肥薩線其豐富的觀光資源，開始進行一連串的觀光與宣傳活動。肥薩線的觀光資源包括八代－人吉間球磨川的沿線風景、蜿蜒國見山地人吉－吉松間珍貴的折返式車站與迂迴線、經過矢岳時的景色為日本三大車窗風景之一以及保有古風的車站。
現時行駛於該線的觀光列車，包括2005年之前行駛於豐肥本線的「SL阿蘇男孩」，該蒸汽機車58654號（形式8620）在修復後於2009年4月25日當成「SL人吉」，行駛區間為熊本－人吉間，逢五、六、日或節日與暑假期間，每天1個來回班次行駛。觀光列車「伊三郎 新平號」行駛於的矢岳人吉至吉松之間。觀光特急「隼人之風」則行駛於吉松至鹿兒島中央之間(隼人以南為日豐本線)

### 路線資料
- 管轄（事業類別）：九州旅客鐵道（第一種鐵道事業者）
- 路線距離（營業距離）：124.2公里
- 軌距：1067毫米
- 站數：28個（包括起終點站）
  - 若只限屬於肥薩線的車站，排除起終點站（八代站屬於鹿兒島本線，隼人站屬於日豐本線[1]）則為26個。
- 複線路段：沒有（全線單線）
- 電氣化路段：沒有（全線非電氣化（日语：非電化））
- 閉塞方式：特殊自動閉塞式（電子符號照查式）

八代站－真幸站間由熊本支社，吉松站－隼人站間由鹿兒島支社管轄，宮崎縣與鹿兒島縣的縣界附近是支社界。

## 沿線狀況

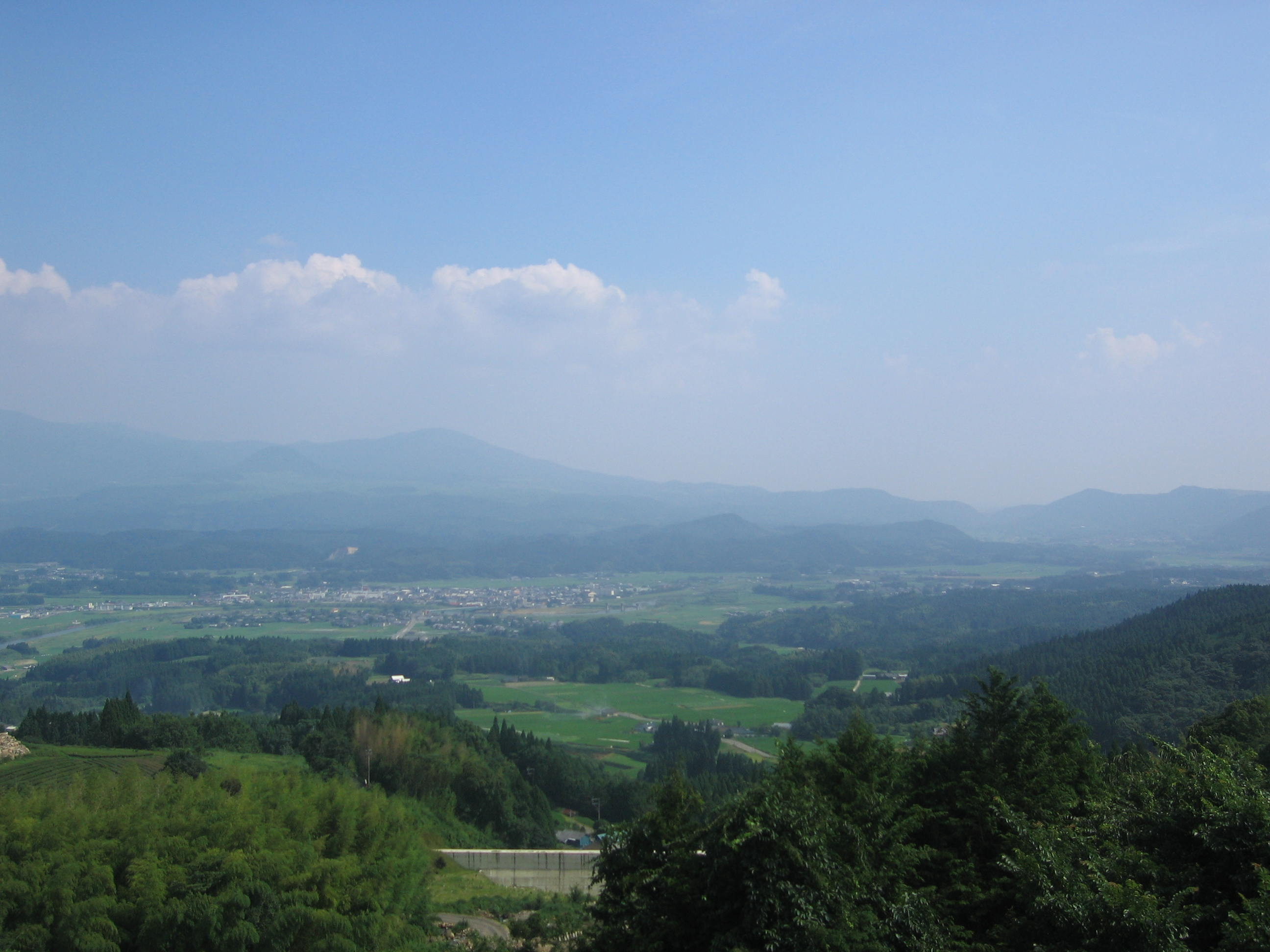
日本三大車窗之一「矢岳」

肥薩線以人吉站、吉松站為界可大致分為3個區域。

### 八代 - 人吉
八代 - 人吉間又被稱為川線。沿著日本三大急流之一的球磨川前進，可欣賞壯麗的河谷風光。
由八代站出發後就是肥薩橙鐵道線（原為鹿兒島本線），肥薩線從左方分歧出，自九州新幹線的橋梁下方經過後，右方即是寬廣的球磨川。段站至葉木站途中於右方亦可看到舊深水發電廠與熊本縣營運的荒瀨大壩（預定撤除）。過鎌瀨站後即是著名的球磨川第一橋梁，同時線路也轉往球磨川的右側。球磨川第一橋梁所用之建材為美國橋梁公司（American Bridge Company）所製造的。過瀬戶石站後則可看見瀬戶石大壩，附近的地形環境非常險峻。白石站至渡站附近，可看見球磨川中分佈眾多的淺灘。白石站的下一車站－球泉洞站則是以總長4800公尺，堪稱九州最大的鐘乳石洞球泉洞為熱門景點，附近也有球磨川渡輪的乘船處。到達渡站前則會經過球磨川第二橋梁，線路再轉往球磨川的左側。一勝地站附近則是祈福勝地，車站也有售必勝紀念符。渡站至西人吉車站間可欣賞櫻花，早春時甚至會形成一條櫻花隧道。

### 人吉 - 吉松

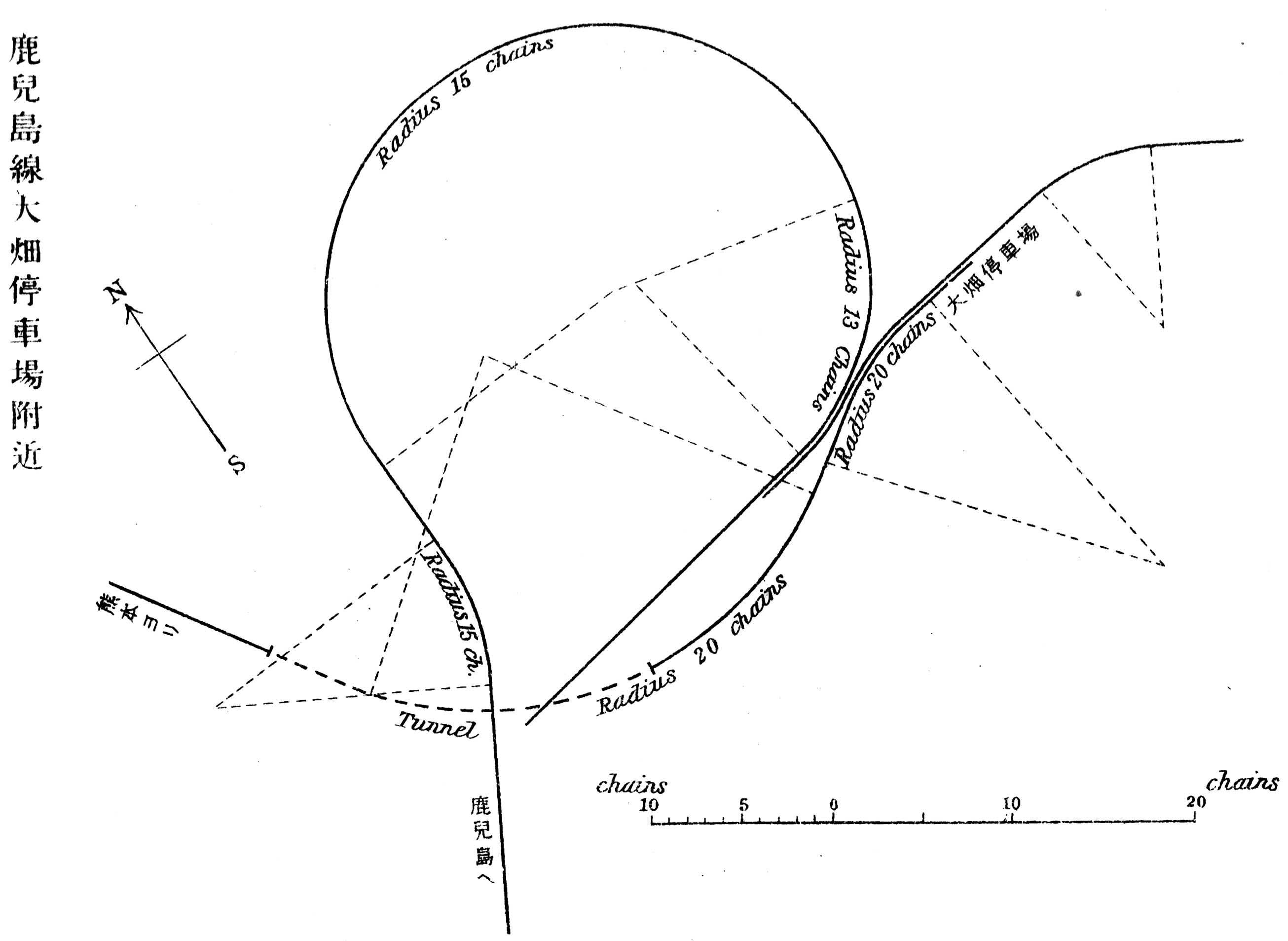
大畑站的迂迴線

人吉 - 吉松會越過熊本、宮崎縣境的國見山地，高低差達430公尺，又稱為山線。特色包括大畑站的迂迴線（ループ線）與特殊的折返式線路、日本三大車窗風景的矢岳等等。
由人吉站出發後會與球磨川鐵道湯前線共線，在相良藩願成寺站（屬球磨川鐵道管轄）分歧出並跨越球磨川。經過一小段平坦區域後馬上就進入山區，再過4座小隧道後就到達大畑站。在大畑站附近列車進行折返式運轉並迂迴上山，不久後會到達肥薩線最高地點「矢岳站」，在矢岳站設有SL展示館。往真幸站會通過肥薩線最長隧道「矢岳第一隧道」，隧道靠矢岳方向有當時的遞信大臣山縣伊三郎所提的「天險若夷」，靠真幸方向，有由當時鐵道院總裁後藤新平所提的「引重致遠」。途中可欣賞到加久藤盆地和遠方的霧島連山，也是日本國有鐵道（國鐵）時代著名的三大車窗風景之一（另兩處為北海道舊根室本線新內站附近的狩勝山口與篠之井線姨捨站附近的善光寺平，參見日本三大車窓）。真幸站是全線唯一設於宮崎縣境內的車站。過真幸站後會到達山神第二隧道，在隧道內曾經發生過列車退行事故（列車上坡時後方補機故障，加上通風不良，隧道內充滿煤煙，迫使乘客離開車廂逃難，但列車此時因爬升力不足而倒退，意外碾死逃難的乘客，參見肥薩線列車退行事故）的慘劇。
再經過連續隧道群後，就會抵達吉松站。

### 吉松 - 隼人
吉松至隼人間有一部份是在山中行駛，其餘路段都穿梭於農村之間。其中大隅橫川站與嘉例川站的木造車站房為自通車時所遺留下來的，2006年被指定為登錄有形文化財。

## 運行狀況
運轉系統以人吉站和吉松站為界分為3個系統。另外全線實施一人控制。

### 八代站 - 人吉站間
八代 - 人吉間每日運行熊本 - 人吉的翡翠山翡翠號列車3往復、以及伊三郎號、新平號列車1往復，普通列車8往復，假日則有臨時列車SL人吉。由於2020年7月日本水災本區間暫停服務，並在八代 - 葉木和一勝地 - 人吉間開行早晚的代行巴士。

#### 特急「翡翠 山翡翠」

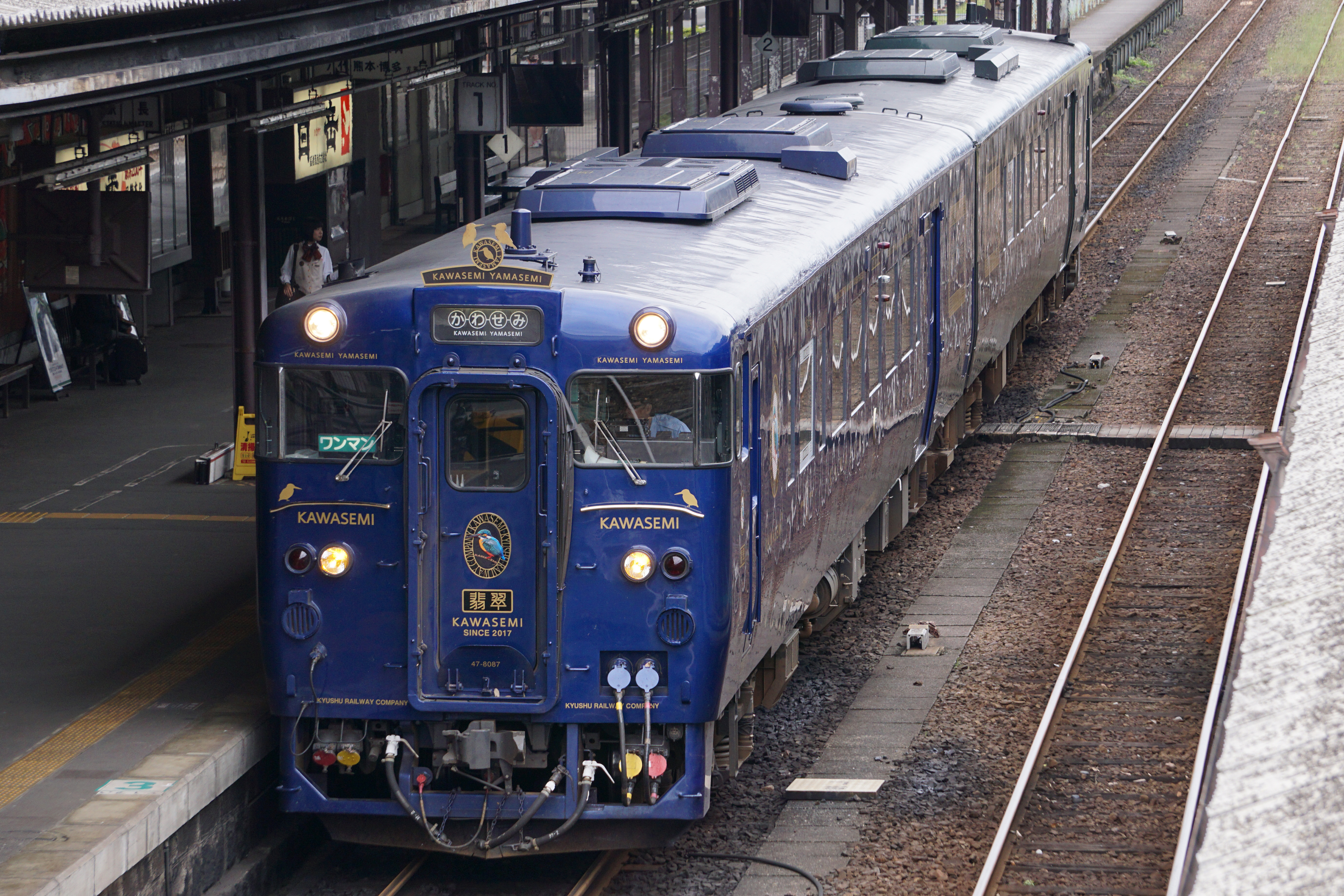
「翡翠 山翡翠」（人吉站）

2017年3月4日開始運行的特急列車，代替縮短運行的九州橫斷特急熊本站 - 人吉站區間的特急服務。熊本站 - 人吉站之間每日運行3個往返班次。車廂由水戶岡銳治負責設計，車内使用人吉球磨產的杉木和日本扁柏裝修，配置可調較角度座椅、卡位和櫃檯席。使用Kiha 47系8000番台・9000番台運行。

#### 特急「伊三郎」、「新平」

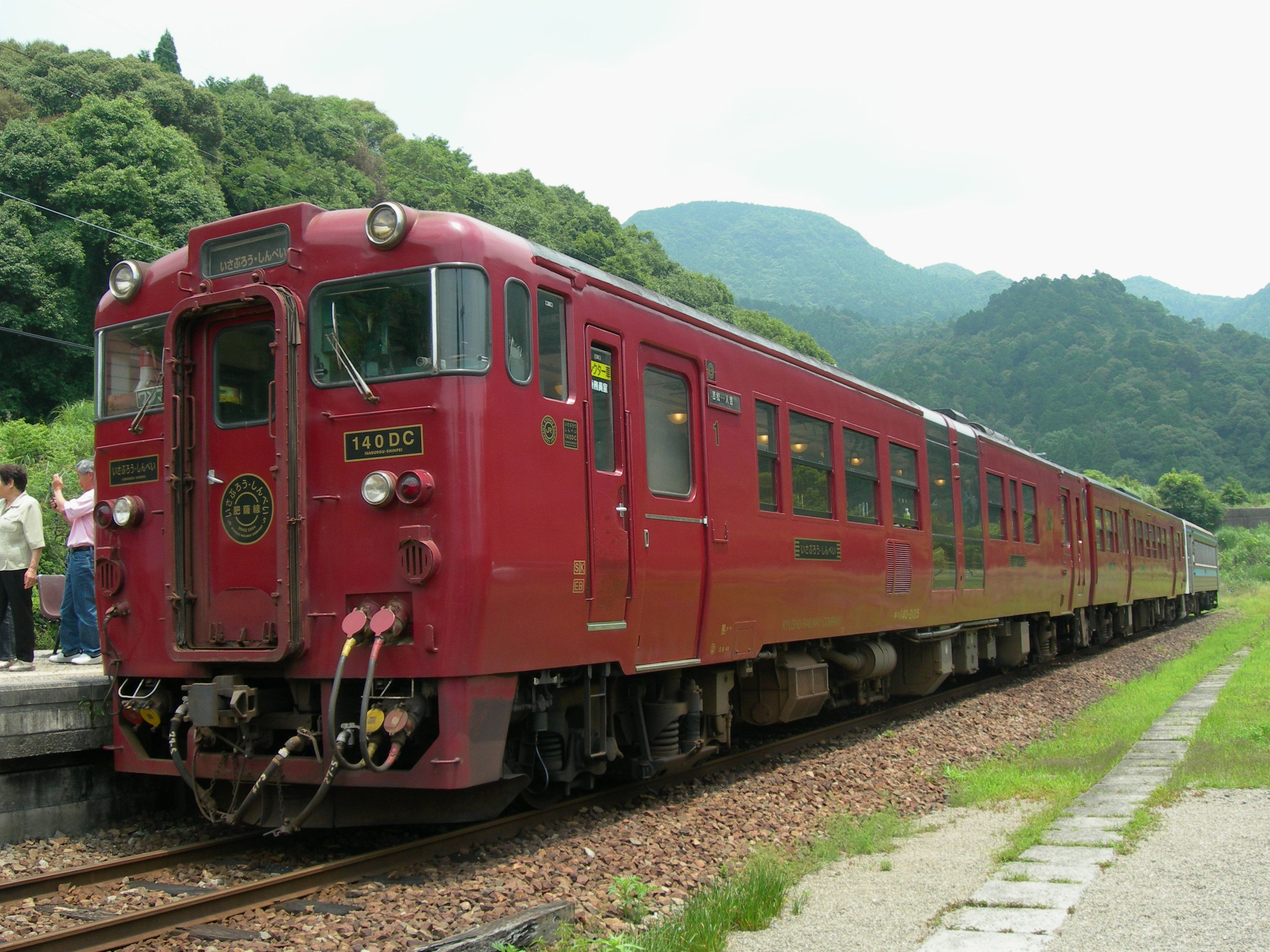
「伊三郎」、「新平」（2009年7月4日、真幸站）

1996年在人吉 - 吉松間行駛的普通列車中選擇2個來回班次作為觀光列車，下行(往吉松)班次稱為「伊三郎」、上行(往人吉)班次稱為「新平」，每日1個熊本 - 吉松來回班次，及1個人吉 - 吉松來回班次，至2018年增至5個來回班次，但經過八代 - 人及區間的熊本 - 吉松來回班次仍維持1對。
此車名字來自肥薩線落成後，於矢岳隧道兩端出口提字的時任遞信大臣山縣伊三郎及時任鐵道院總裁後藤新平。
使用車輛為Kiha140、Kiha47型9000番台，以2節車廂運轉。（2009年7月18日 - 11月29日逢「SL人吉」行駛時，或之後在假期，預期旅客會較多時會另外加掛一節後備車廂）。Kiha140於車廂中央設有展望區，讓乘客可以觀賞有日本三大車窗風景之稱的球磨盆地。

#### 「SL人吉」
行駛於熊本站 - 人吉站間以蒸汽機車牽引的臨時快速列車。1988年SL阿蘇男孩運轉期間會臨時抽調數日到肥薩線，以SL人吉號的名義行駛。但在2005年時蒸汽機車58654（型號8620）號狀況不佳（車體老朽化、試運轉時發生軸承異常發熱等等），故暫停使用蒸氣機車，改為由柴油機車牽引，並改名「DL人吉號」。2007年1月22日JR九州在會議中決議以2009年肥薩線熊本站 - 人吉站間全線通車100周年紀念的名義，復駛蒸汽列車「SL人吉」。
SL人吉在週六、週日、假日、春假與暑假為主的日子中運行，每年共運行150天，每天開行1個來回班次。列車編組基本上承襲自2005年停止行駛的SL、DL阿蘇男孩，將其車廂（型號50系）作更新，更新設計由水戶岡銳治負責。全列車劃為指定席。
2005年時臨時行駛的「SL人吉號」「DL人吉號」的停車站與「九千坊號」相同。2009年復修後行駛後的「SL人吉」則不再停靠瀨戶石站。
事實上在復駛前一年，也就是2008年6月1日，JR九州曾經行駛過臨時列車「100年軌道肥薩線號」來往於熊本於人吉間，使用車輛為Kiha183系「由布DX」。

#### 快速列車（廢止）
由於九州橫斷特急因2016年熊本地震導致的災害後停運，因此開行熊本站 - 人吉站的快速列車，每日4往復，其中1班下行車在八代站始發，該列車沒有暱稱，2017年3月4日「翡翠 山翡翠」開行後逐漸被取代，2018年3月17日改點後縮短至熊本 - 八代，不在肥薩線區間運行。

#### 快速「九千坊號」（廢止）
九千坊號（きゅうせんぼうごう）為自2005年10月2日開始行駛的觀光快速列車，於假日在熊本 - 人吉間有1個來回班次。車輛是將原本的普通列車Kiha 31形柴油車內部改變座位的配置，將其中一側分成4個小包廂，每個包廂可容納4人，並鋪設榻榻米。包廂和包廂旁的單人座劃分為對號座，其餘座位為自由座，要注意的是，車廂上並沒有設置廁所。
九千坊號定位為觀光列車，行駛途中會介紹沿線的旅遊資訊，遇有景點經過時亦會放慢速度。基本上性質與「伊三郎、新平」相同，讓旅客能欣賞球磨川瑰麗的風景。由於九千坊號大部分皆行駛於球磨川南側（即球磨川第一橋梁至球磨川第二橋梁間），若要取得較佳的景觀，建議選擇靠包廂側。列車的名稱「九千坊」是傳說有一位叫九千坊的河童，帶領河童一族自中國長江上游的天竺到達日本九州的球磨川與雲仙溫泉一帶定居。
2009年3月14日時刻表改正後廢止。
九千坊號停車站
熊本站 - 川尻站 - 宇土站 - 松橋站 - 有佐站 - 新八代站 - 八代站 - 坂本站 - 葉木站 - 瀬戶石站 - 吉尾站 - 白石站 - 球泉洞站 - 一勝地站 - 渡站 - 人吉站

### 人吉站 - 吉松站間
人吉 - 吉松間列車班次很少，一天僅3個往返班次（其中包含2班來回的觀光列車「伊三郎」、「新平」）。2018年改點後增加為一天僅8個往返班次，其中3班為一般柴聯車，「伊三郎」、「新平」5班。由於2020年7月日本水災本區間暫停服務。

### 吉松站 - 隼人站間
吉松 - 隼人間以每1~3小時1班的程度開行普通列車，部分普通列車直通往吉都線或日豐本線。過去曾開行觀光特急列車「隼人之風」。

#### 特急「隼人之風」（廢止）

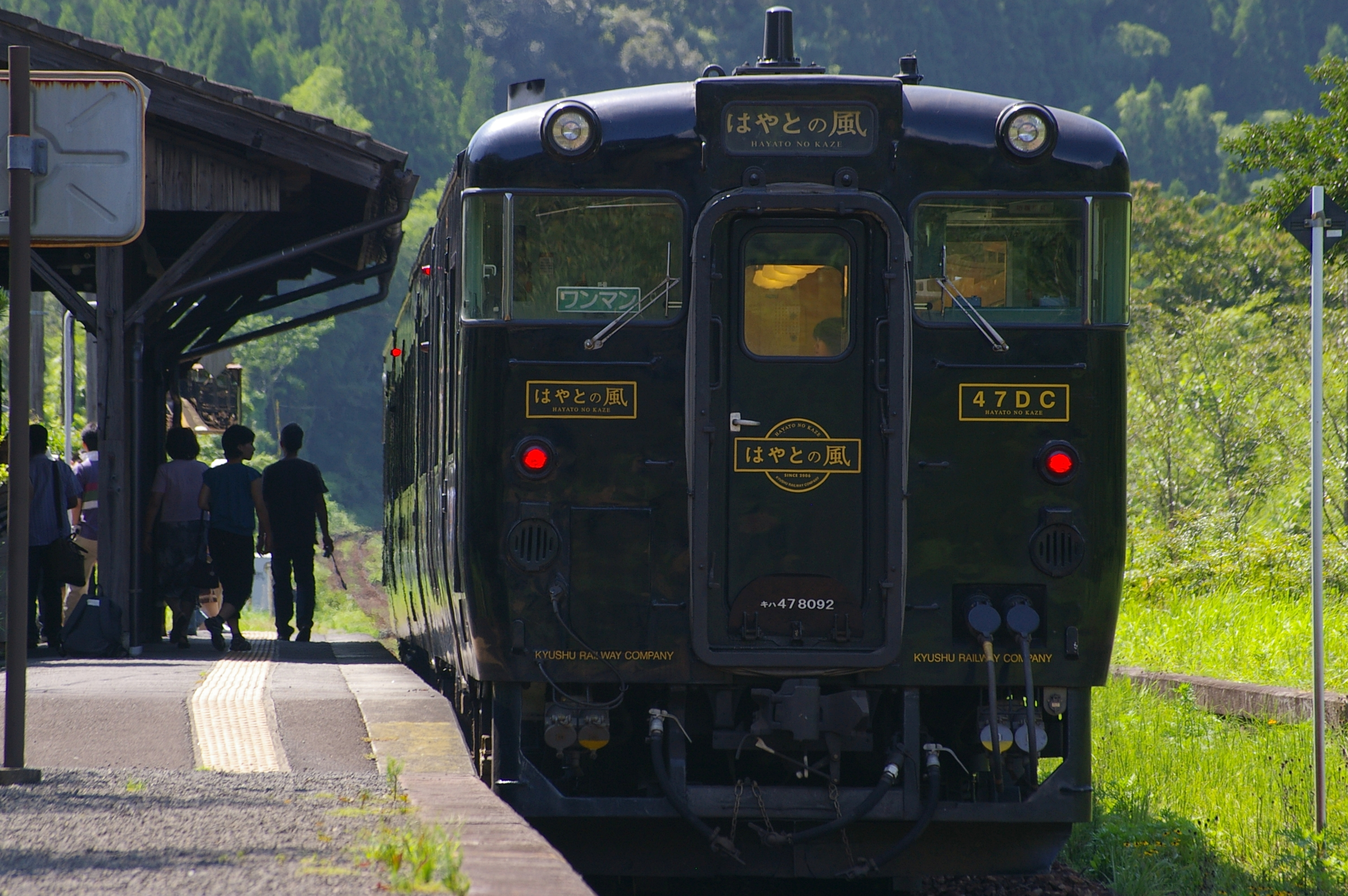
隼人之風

2004年九州新幹線部分開業時開始運行，行駛於吉松站 - 鹿兒島中央站間，1日2個往返班次。全部列車和觀光列車「伊三郎」、「新平」在吉松站接續。JR九州也有建議旅客可以配合SL人吉乘坐，經三輛觀光列車，完成從鹿兒島中央到熊本的旅程。
途中駛經一些有多年歷史的車站，包括嘉例川站及大隅橫川站，在這兩個站均會停留較長時間讓乘客參觀。臨時特急「人吉隼人之風」是以人吉為起終點，在吉松與「隼人之風」分離後以單輛行駛於吉松 - 人吉間，也是JR車廂最少的特急列車之一。2007年11月後沒有再運行。
2018年3月17日以前每日運行，之後改為假日臨時列車，2022年3月21日停止運行。

### 其他使用
九州旅客鐵道推出的臥鋪列車九州七星號列車行經JR九州各主要路線及沿途景點，也經過本線。定期貨物列車在1987年國鐵分割民營化後廢止，但球磨川鐵道的新型車輛導入時，會經由肥薩線八代站 - 人吉站區間，進行車輛運送，由日本貨物鐵道的日本國鐵DE10型柴油機車牽引。

## 歷史

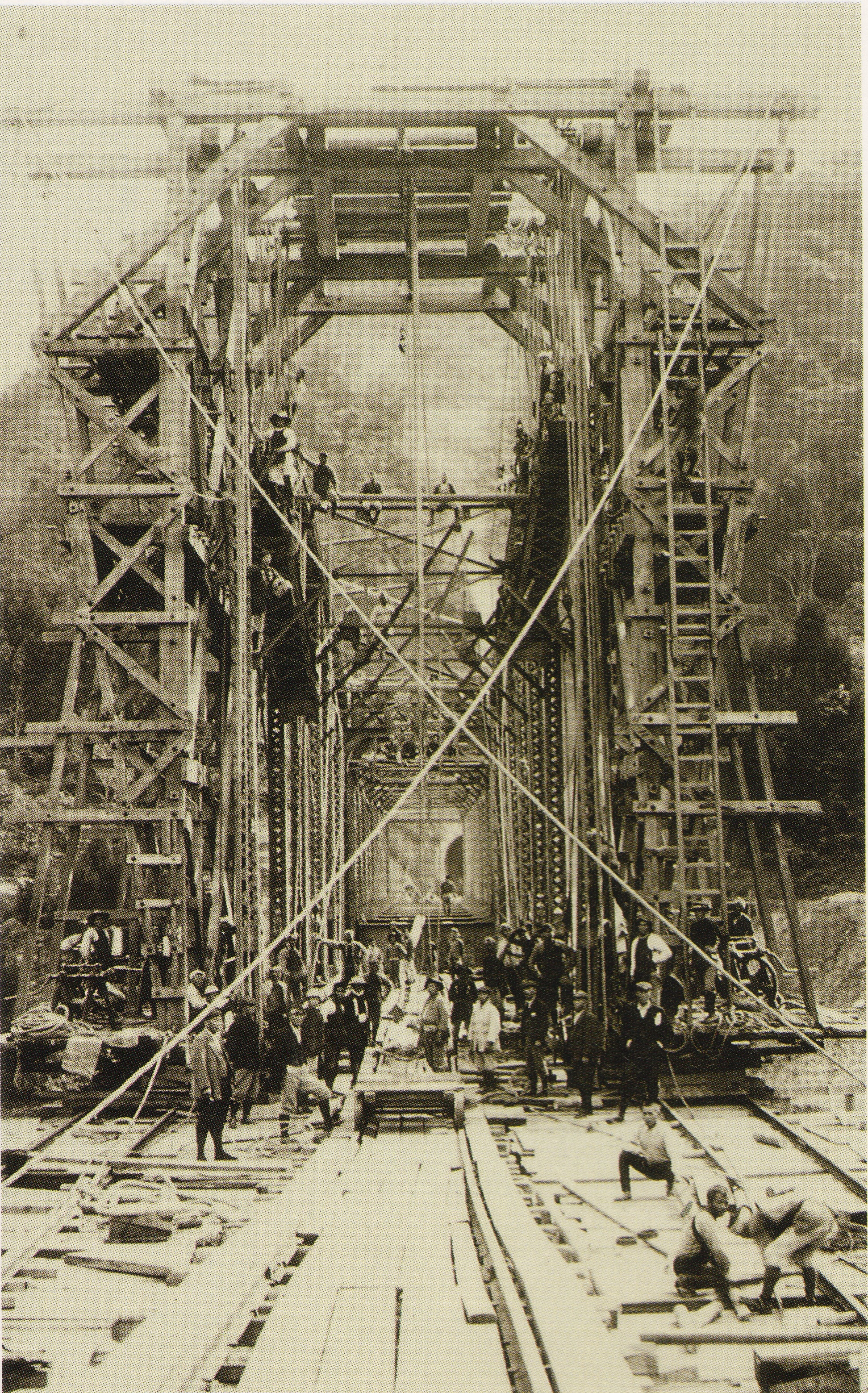
球磨川第一橋梁的建設情形

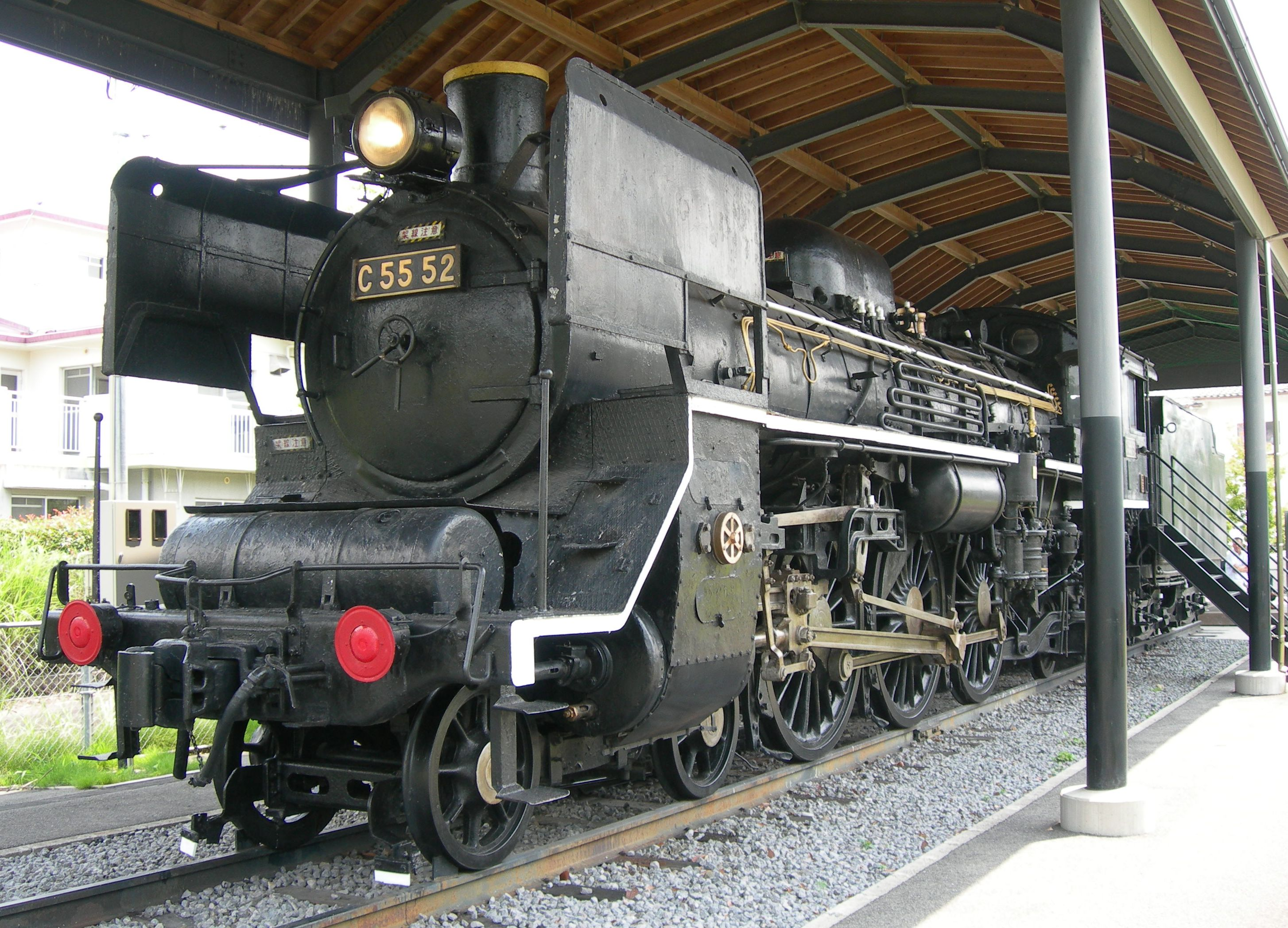
吉松站前的C55 52

九州鐵道鋪設門司 - 八代間的鐵道，稱為八代線，爾後官方將其延伸到人吉，這段八代 - 人吉的線路被稱為人吉線。
1901年官營鐵道隼人 - 鹿兒島間通車，1903年後延伸至吉松，稱為鹿兒島線。
1909年時人吉 - 吉松間通車，整合各段線路成鹿兒島本線，區間為門司 - 人吉 - 吉松 - 隼人 - 鹿兒島。
1927年經由川內的川內本線通車後，將八代 - 人吉 - 鹿兒島間分離出並改稱為肥薩線。
1932年國都線的都城 - 隼人間通車後將隼人 - 鹿兒島間編入日豐本線，肥薩線區間截短為八代 - 隼人。
有趣的是，在1927年以前肥薩線指的是現今肥薩橙鐵道線八代 - 湯浦，1927年後川內本線全線通車後線路名稱才互調。

### 鹿兒島線
- 1903年（明治36年）
  - 1月15日 【通車區間】官設鐵道 國分（現在的隼人） - 橫川（現在的大隅橫川） 【新設車站】嘉例川、橫川
  - 9月5日 【通車區間】橫川 - 吉松 【新設車站】栗野、吉松
- 1908年（明治41年）11月1日 【新設車站】（貨）牧園
- 1909年（明治42年）
  - 7月11日 【貨物車站→一般車站】牧園
  - 10月12日 【訂立國有鐵道線路名稱】鹿兒島線 鹿兒島 - 吉松
  - 11月21日 【編入】鹿兒島線→鹿兒島本線

### 人吉本線→鹿兒島本線
- 1908年（明治41年）6月1日 【通車】官設鐵道 八代 - 人吉 【新設車站】坂本、白石、一勝地、渡、人吉
- 1909年（明治42年）
  - 10月12日 【訂立國有鐵道線路名稱】人吉本線 門司（現在的門司港） - 人吉
  - 11月21日 【全線通車】人吉 - 吉松 【新設車站】矢岳、大畑（只有辦理運轉業務） 【線名改稱】人吉本線→鹿兒島本線 門司（現在的門司港） - 人吉 - 鹿兒島（全通後改稱，並編入鹿兒島線）
- 1909年（明治42年）12月26日 【開始辦理客貨運業務】大畑
- 1910年（明治43年）6月25日 【新設車站】瀬戶石、（貨）那良口
- 1911年（明治44年）
  - 3月11日 【新設車站】真幸（只有辦理運轉業務）
  - 5月11日 【開始辦理客貨運業務】真幸
- 1913年（大正2年）3月11日 【貨物車站→一般車站】那良口
- 1916年（大正5年）9月11日 【新設號誌站】表木山
- 1920年（大正9年）
  - 9月1日 【車站名改稱】橫川→大隅橫川
  - 10月11日 【號誌站→車站】表木山
- 1923年（大正12年）10月4日 大隅橫川站往牧園方面的列車失控，在上尾田鐵橋（跨越天降川）翻落

### 肥薩線
- 1927年（昭和2年）10月17日 【路線分離・線名改稱】鹿兒島本線→肥薩線 八代 - 吉松 - 鹿兒島（因應川内本線全線通車而改稱）
- 1929年（昭和4年）9月1日 【車站名改稱】國分→西國分
- 1930年（昭和5年）9月15日 【車站名改稱】西國分→隼人
- 1931年（昭和6年）4月1日 【新設車站】段
- 1932年（昭和7年）12月6日 【路線分離・區間變更】肥薩線 八代 - 吉松 - 隼人（因應國都線全線通車，隼人 - 鹿兒島間編入日豐本線）
- 1942年（昭和17年）12月21日 【新設臨時車站】葉木、大坂間
- 1945年（昭和20年）8月22日 吉松 - 真幸間第二山神隧道發生列車退行事故，50多人罹難。請參考肥薩線列車退行事故。
- 1947年（昭和22年）3月1日 【臨時車站→車站】葉木、大坂間
- 1951年（昭和26年）12月 肥薩線導入柴油車
- 1952年（昭和27年）6月1日 【新設車站】鎌瀬、海路、吉尾、西人吉
- 1957年（昭和32年）7月5日 【新設車站】植村
- 1958年（昭和33年）
  - 2月1日 【新設車站】中福良
  - 10月1日 【新設車站】日當山
- 1959年（昭和34年）
  - 4月1日 準急「球磨川」（くまがわ）（門司港-人吉）開始運轉
  - 5月1日 準急「蝦野」（えびの）（宮崎-熊本）開始運轉
- 1962年（昭和37年）
  - 1月15日 【車站名改稱】牧園→霧島西口
  - 2月15日 準急「韓國」（からくに）（出水-宮崎）開始運轉
- 1965年（昭和40年）11月1日 準急「矢岳」（やたけ）（熊本-西鹿兒島）開始運轉
- 1966年（昭和41年）3月5日 準急「球磨川」「蝦野」「矢岳」「韓國」升級為急行
- 1972年（昭和47年）
  - 3月15日 人吉 - 吉松間開始使用DD51
  - 4月4日 人吉 - 吉松間舉辦D51重連再見運轉活動
  - 7月6日 豪雨災害，人吉 - 大畑間發生列車翻覆事故，真幸站被土石流淹沒
  - 8月21日 線路修復完成，人吉 - 吉松重新通車
- 1973年（昭和48年）3月28日 人吉 - 八代間完全無煙化
- 1974年（昭和49年）4月25日 特急「大淀」（博多-宮崎）（おおよど）開始運轉
- 1977年（昭和52年）2月16日 更換第三球磨川橋梁
- 1978年（昭和53年）10月2日 急行「矢岳」降級為快速，區間截短為西鹿兒島-吉松
- 1980年（昭和55年）10月1日 廢止特急「大淀」
- 1986年（昭和61年）11月1日 全線導入特殊自動閉塞（電子閉塞）、廢止快速「矢岳」
- 1987年（昭和62年）4月1日 【廢止貨物業務】全線 【繼承】九州旅客鐵道
- 1988年（昭和63年）3月13日 【車站名改稱】大坂間→球泉洞
- 1993年（平成5年）10月1日 實施一人控制
- 1996年（平成8年）3月16日 觀光列車「伊三郎」（いさぶろう）「新平」（しんぺい）開始運轉
- 2000年（平成12年）3月11日 急行「蝦野」廢止
- 2003年（平成15年）3月15日 【車站名改稱】霧島西口→霧島温泉
- 2004年（平成16年）3月13日 特急「九州橫斷特急」「隼人之風」開始運轉
- 2005年（平成17年）10月2日 快速「九千坊」開始運轉
- 2009年（平成21年）4月25日 「SL人吉」開始運轉
- 2020年：受2020年7月日本水災影響，八代~人吉路段因被土石流嚴重破壞而停駛。
- 2024年4月3日：JR九州宣佈與熊本縣政府及國政府達成初步共識，將修復在暴雨中受損的八代~人吉間的路段[6]。
- 2025年3月25日，熊本縣政府、人吉市及肥薩線沿線的12個行政區在會議上皆同意廢除瀨戶石站、海路站與那良口站的計畫[7][8][9]。3月31日，熊本縣政府與JR九州達成協議，將恢復八代站至人吉站間長達52公里的鐵路服務，並預計在2033年恢復營運；同時雙方也同意廢除每日乘客使用數極低的瀨戶石站、海路站與那良口站[10][11][12][13]。

## 近代化產業遺產群
2007年經濟產業省募選出全國近代化產業遺產群33個分類中，
其中一項主題為「負責電力開發與物資輸送，肩負南九州產業運作的近代化產業遺產群」
（南九州近代化產業遺產群），與肥薩線有關為以下13件。
- 坂本站
- 白石站
- 球磨川第一橋梁
- 球磨川第二橋梁
- 大畑站、周邊鐵道設施遺產、石造給水塔、朝顏型噴水
- 矢岳站、SL展示館保存車（蒸汽機車D51 170）
- 矢岳第一隧道（匾額）
- 人吉車庫、舊鐵軌搭建的人吉站月台
- 真幸站
- 湧水町拱狀磚造暗渠遺跡
- 吉松站橫石倉（燃料庫）、吉松站前保存車（蒸汽機車C55 52）
- 大隅橫川站
- 嘉例川站

## 車站列表
- 普通列車停靠所有車站。
- 特急、臨時快速…●的車站所有列車停靠，｜所有列車通過。
- 軌道（全線單線） … ◇、◆、∨、∧：可列車交會（◆是折返式路線車站），｜：不可列車交會

| 中文站名 | 日文站名 | 英文站名 | 站間營業距離 | 累計營業距離 | 特急 翡翠 山翡翠 | 特急 伊三郎、新平 | 特急 隼人之風 | SL人吉 | 接續路線                                             | 軌道 | 所在地       | 所在地        |
| -------- | -------- | -------- | ------------ | ------------ | ---------------- | ----------------- | ------------- | ------ | ---------------------------------------------------- | ---- | ------------ | ------------- |
| 八代     |          |          | -            | 0.0          | ●                | ●                 |               | ●      | 九州旅客鐵道：鹿兒島本線 肥薩橙鐵道：肥薩橙鐵道線    | ∨    | 熊本縣       | 八代市        |
| 段       |          |          | 5.2          | 5.2          | ｜               | ｜                |               | ｜     |                                                      | ｜   | 熊本縣       | 八代市        |
| 坂本     |          |          | 5.8          | 11.0         | ●                | ●                 |               | ●      |                                                      | ◇    | 熊本縣       | 八代市        |
| 葉木     |          |          | 3.4          | 14.4         | ｜               | ｜                |               | ｜     |                                                      | ｜   | 熊本縣       | 八代市        |
| 鎌瀨     |          |          | 2.4          | 16.8         | ｜               | ｜                |               | ｜     |                                                      | ｜   | 熊本縣       | 八代市        |
| 瀨戶石   |          |          | 2.8          | 19.6         | ｜               | ｜                |               | ｜     |                                                      | ◇    | 熊本縣       | 八代市        |
| 海路     |          |          | 3.9          | 23.5         | ｜               | ｜                |               | ｜     |                                                      | ｜   | 熊本縣       | 葦北郡 蘆北町 |
| 吉尾     |          |          | 3.2          | 26.7         | ｜               | ｜                |               | ｜     |                                                      | ｜   | 熊本縣       | 葦北郡 蘆北町 |
| 白石     |          |          | 3.1          | 29.8         | ｜               | ｜                |               | ●      |                                                      | ◇    | 熊本縣       | 葦北郡 蘆北町 |
| 球泉洞   |          |          | 5.1          | 34.9         | ｜               | ｜                |               | ｜     |                                                      | ｜   | 熊本縣       | 球磨郡 球磨村 |
| 一勝地   |          |          | 4.9          | 39.8         | ●                | ●                 |               | ●      |                                                      | ◇    | 熊本縣       | 球磨郡 球磨村 |
| 那良口   |          |          | 2.6          | 42.4         | ｜               | ｜                |               | ｜     |                                                      | ｜   | 熊本縣       | 球磨郡 球磨村 |
| 渡       |          |          | 2.9          | 45.3         | ●                | ●                 |               | ●      |                                                      | ◇    | 熊本縣       | 球磨郡 球磨村 |
| 西人吉   |          |          | 3.1          | 48.4         | ｜               | ｜                |               | ｜     |                                                      | ｜   | 熊本縣       | 人吉市        |
| 人吉     |          |          | 3.4          | 51.8         | ●                | ●                 |               | ●      | 球磨川鐵道：湯前線 …人吉溫泉                         | ◇    | 熊本縣       | 人吉市        |
| 大畑     |          |          | 10.4         | 62.2         |                  | ●                 |               |        |                                                      | ◆    | 熊本縣       | 人吉市        |
| 矢岳     |          |          | 9.5          | 71.7         |                  | ●                 |               |        |                                                      | ｜   | 熊本縣       | 人吉市        |
| 真幸     |          |          | 7.3          | 79.0         |                  | ●                 |               |        |                                                      | ◆    | 宮崎縣蝦野市 | 宮崎縣蝦野市  |
| 吉松     |          |          | 7.8          | 86.8         |                  | ●                 | ●             |        | 九州旅客鐵道：吉都線（蝦野高原線）〈與隼人方向直通〉 | ◇    | 鹿兒島縣     | 姶良郡 湧水町 |
| 栗野     |          |          | 7.5          | 94.3         |                  |                   | ●             |        |                                                      | ◇    | 鹿兒島縣     | 姶良郡 湧水町 |
| 大隅橫川 |          |          | 6.5          | 100.8        |                  |                   | ●             |        |                                                      | ◇    | 鹿兒島縣     | 霧島市        |
| 植村     |          |          | 2.0          | 102.8        |                  |                   | ｜            |        |                                                      | ｜   | 鹿兒島縣     | 霧島市        |
| 霧島溫泉 |          |          | 3.7          | 106.5        |                  |                   | ●             |        |                                                      | ◇    | 鹿兒島縣     | 霧島市        |
| 嘉例川   |          |          | 5.8          | 112.3        |                  |                   | ●             |        |                                                      | ｜   | 鹿兒島縣     | 霧島市        |
| 中福良   |          |          | 2.1          | 114.4        |                  |                   | ｜            |        |                                                      | ｜   | 鹿兒島縣     | 霧島市        |
| 表木山   |          |          | 2.4          | 116.8        |                  |                   | ｜            |        |                                                      | ◇    | 鹿兒島縣     | 霧島市        |
| 日當山   |          |          | 4.8          | 121.6        |                  |                   | ｜            |        |                                                      | ｜   | 鹿兒島縣     | 霧島市        |
| 隼人     |          |          | 2.6          | 124.2        |                  |                   | ●             |        | 九州旅客鐵道：日豐本線                               | ∧    | 鹿兒島縣     | 霧島市        |

※特急伊三郎號、新平號列車在人吉－吉松間作為普通列車運行

### 過去的接續路線
- 栗野站：山野線 - 1988年2月1日廢除

## 腳註
1. ↑  『停車場変遷大事典 国鉄・JR編』JTB 1998年
2. 1 2  . 産経新聞社. 2020-09-10  [2022-07-01]. （原始内容存档于2022-07-01） （日语）.
3. 1 2  . JR九州.   [2022-07-01]. （原始内容存档于2022-06-14） （日语）.
4. ↑   (PDF). 九州旅客鐵道. 2016-12-16  [2019年1月29日]. （原始内容存档 (PDF)于2020年4月25日） （日语）.
5. ↑  . 乗りものニュース. 2021-11-26  [2022-07-01]. （原始内容存档于2021-11-27） （日语）.
6. ↑  豪雨被災の肥薩線、鉄道で復旧へ　八代―人吉、３３年度目標，朝日新聞，2024年4月4日。
7. ↑  . NHK. 2025-03-25  [2025-03-27]. （原始内容存档于2025-03-27） （日语）.
8. ↑  . 日本経済新聞社. 2025-03-25  [2025-03-27]. （原始内容存档于2025-03-27） （日语）.
9. ↑  . 日テレNEWS NNN. 2025-03-25  [2025-03-27]. （原始内容存档于2025-03-27） （日语）.
10. ↑  . NHK. 2025-03-31  [2025-04-14]. （原始内容存档于2025-04-01） （日语）.
11. ↑  . 每日新聞社. 2025-03-31  [2025-04-14]. （原始内容存档于2025-04-14） （日语）.
12. ↑  . 日本経済新聞社. 2025-03-31  [2025-04-14]. （原始内容存档于2025-04-14） （日语）.
13. ↑  . 読売新聞社. 2025-04-05  [2025-04-14]. （原始内容存档于2025-04-14） （日语）.

## 關連項目
- 鹿兒島機場
- 肥薩橙鐵道

## 外部連結
- （日語）SL人吉 | JR九州列車 （页面存档备份，存于）（JR九州官方網站）
- （日語）肥薩線利用促進存續期成會 （页面存档备份，存于）
- （日語）ネコパブリッシング・鉄道ホビダス > 肥薩線視察記。（上）
- （日語）日本列島車窗之旅「肥薩線」 （页面存档备份，存于）　－　（交通新聞社）